# Kołaki-Budzyno
Kołaki-Budzyno – wieś sołecka w Polsce położona w województwie mazowieckim, w powiecie ciechanowskim, w gminie Opinogóra Górna.
W latach 1975–1998 miejscowość administracyjnie należała do województwa ciechanowskiego.
| SIMC    | Nazwa        | Rodzaj    |
| ------- | ------------ | --------- |
| 0121583 | Kołaki-Morgi | część wsi |